# Idaea perochrearia
Idaea perochrearia är en fjärilsart som beskrevs av Herrich-Schäffer 1856. Idaea perochrearia ingår i släktet Idaea och familjen mätare. Inga underarter finns listade i Catalogue of Life.